# Fundusz celowy

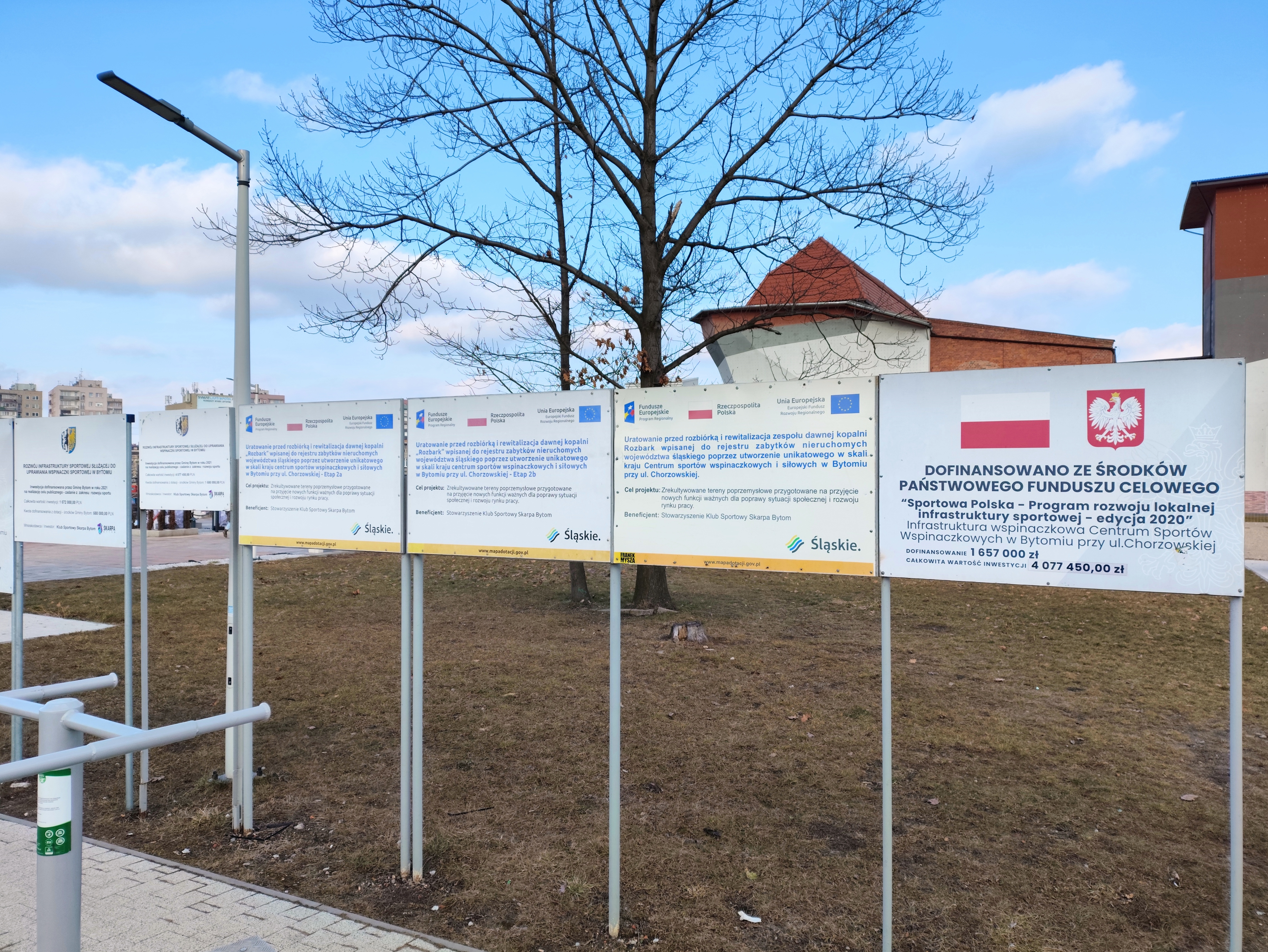
Tablica informacyjna o dofinansowaniu z Państwowego Funduszu Celowego "Sportowa Polska"

Fundusz celowy – fundusz stworzony do finansowania takich zadań należących do organów publicznych (państwowych lub samorządowych), które mogłyby być finansowane z budżetu, lecz z pewnych względów uznano, iż dla ich realizacji należy stworzyć odrębne budżety. Fundusze celowe charakteryzuje celowe przeznaczenie gromadzonych w nich dochodów.
Są tworzone na podstawie odrębnych ustaw (ustawa powołuje konkretny fundusz). Przychody funduszy pochodzą z dochodów publicznych. Jako ważna cechę można także podać nieokreślony czas ich funkcjonowania, który jest jednak zazwyczaj dłuższy niż rok. Metodę finansowania polegającą na powiązaniu określonych dochodów i wydatków ze wskazanymi celami, w ramach funduszu celowego nazywa się funduszowaniem. Stanowi ona odstępstwo od zasady jedności materialnej budżetu. Gospodarka finansowa w tym przypadku opiera się na metodzie budżetowania netto.
Fundusze celowe służą przede wszystkim finansowaniu wąsko zakrojonej kategorii celów, z zasobów pochodzących przeważnie z małej grupy źródeł dochodów.

## Charakterystyka
Analizując przesłanki tworzenia wszelkiego typu funduszy celowych oraz posługiwania się nimi w praktyce wyróżnić można następujące ich funkcje:
- funkcję alokacji środków publicznych – polegająca na alokacji zasobów gospodarczych wykorzystując mechanizm administracyjny,
- funkcję redystrybucji dochodów w gospodarce i społeczeństwie – polegającą na zmianach w proporcjach wykorzystania dochodu narodowego poprzez przymusową ingerencję w dochody osób i podmiotów gospodarczych lub poprzez dobrowolną rezygnację przez te podmioty z części dochodów na rzecz funduszy,
- funkcję mobilizacji środków publicznych – sprzyjanie powiększaniu środków publicznych, zwłaszcza w sytuacjach, gdy nie jest to możliwe przy użyciu tradycyjnych instrumentów fiskalnych,
- funkcję racjonalizacji wydatków publicznych – odnoszącą się do stabilizacji hierarchii zadań i celów.

Funkcjonowanie funduszy celowych może polegać na:
- wyodrębnieniu z budżetu państwa osobnego rachunku, na którym gromadzone są dochody i wpływy danego funduszu, oraz z których właściwy dysponent, najczęściej w randze ministra rozdysponowuje zgromadzone tam środki np. Fundusz Pracy;
- stworzenie funduszu celowego poprzez tworzenie struktur organizacyjnych i nadanie mu osobowości prawnej; wówczas to dysponentem środków zgromadzonych na rachunkach funduszu staje się organ tego funduszu w randze np. prezesa zarządu np. Fundusz Ubezpieczeń Społecznych, Państwowy Fundusz Rehabilitacji Osób Niepełnosprawnych (PFRON).

Jednym z rodzajów funduszy celowych wyodrębnionym na podstawie przedmiotu finansowanego z jego źródeł wyróżnia się fundusze finansujące ochronę środowiska. Zalicza się tu:
- Narodowy Fundusz Ochrony Środowiska i Gospodarki Wodnej (NFOŚiGW)
- Fundusz Leśny
- Fundusz Ochrony Gruntów Rolnych (FOGR)

Inne fundusze celowe w Polsce:
- Fundusz Gwarantowanych Świadczeń Pracowniczych
- Państwowy Fundusz Kombatantów
- Fundusz Kościelny
- Fundusz Reprywatyzacji
- Krajowy Fundusz Drogowy
- Fundusz Kolejowy
- Fundusz rozwoju przewozów autobusowych o charakterze użyteczności publicznej (FRPA)

## Ocena

### Zalety
- Bardziej elastyczna gospodarka środkami publicznymi niż w przypadku budżetu.
- Podniesienie rangi zadania, na które przeznaczono środki w ramach funduszy celowych.

- Możliwość przenoszenia na następny okres niewykorzystanych środków.

### Wady
- Ograniczona możliwość kontroli ze strony władzy ustawodawczej.
- Dezintegracja gospodarki środkami publicznymi oraz nieprowadzenie jej wedle jednakowych reguł.
- Brak możliwości transferu środków między funduszami celowymi, co sprzyja możliwości niepełnego wykorzystania środków.